# Возниця Ольга Федорівна

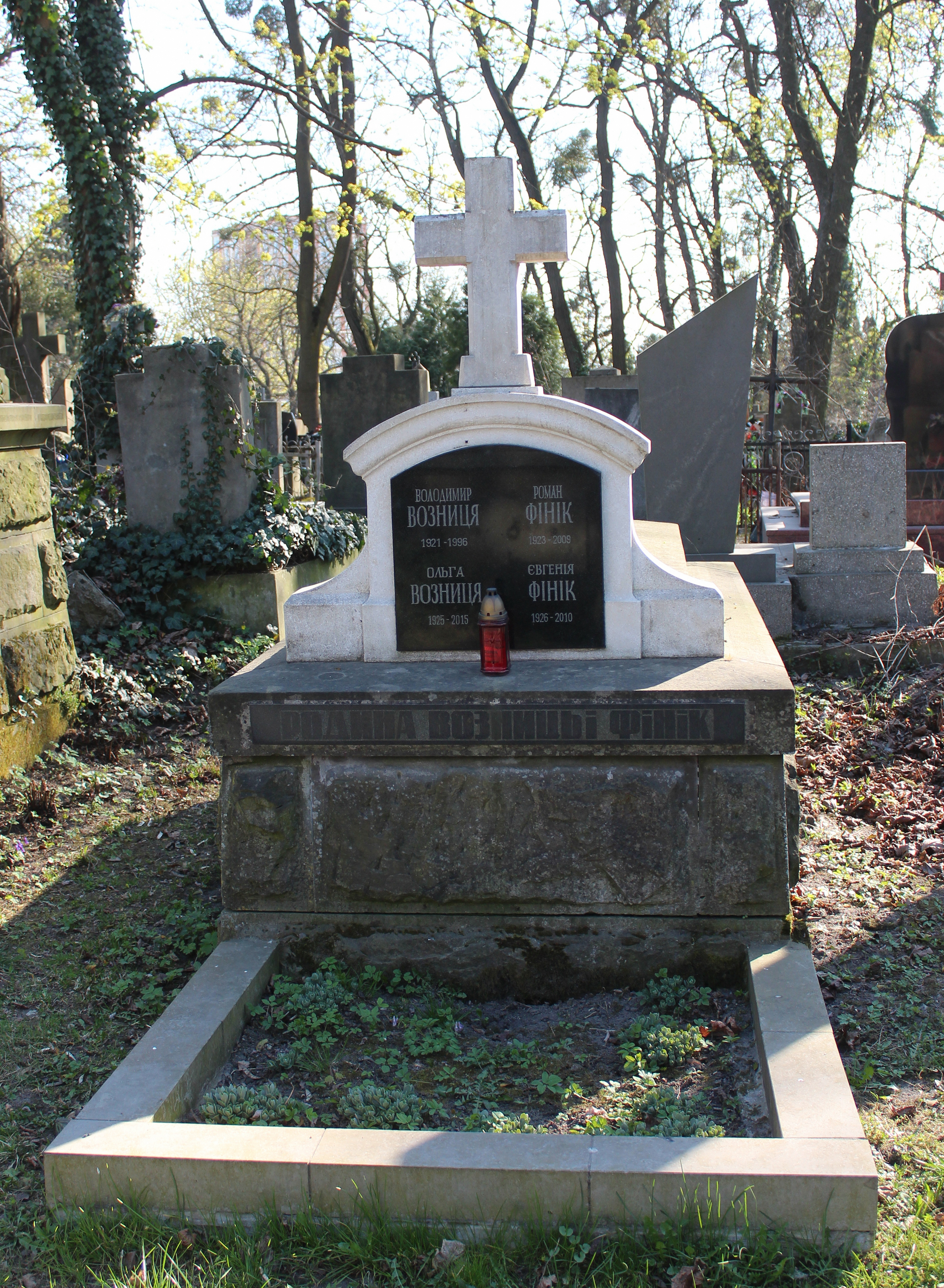

О́льга Фе́дорівна Возни́ця (14 березня 1925, Ходорів — 28 квітня 2015, Львів) — майстриня художньої вишивки, педагог, голова етнографічної комісії львівського відділу Союзу українок (1989), авторка рушників, жініночих та чололовічих сорочок, серветок, скатертин, доріжок, наволочок, ансамблів жіночого, чоловічого і дитячого одягу, кептарів, ґерданів, силянок.

## Життєпис
Народилась 14 березня 1925 року в м. Ходорів  (Бібрський повіт, за польським адмінподілом — Жидачівський повіт, Станиславівське воєводство, Польська Республіка), нині Львівської області, Україна. Працювала завідувачкою шкільної бібліотеки у рідному місті, була вихователькою у львівському дитсадку. З 1962 року була керівником гуртка «Народна вишивка», Будинку дитячої творчості Львівської залізниці. У 1963 стала почесним членом Союзу українок, та була обрана головою етнографічної комісії. Виховала двоє синів та четверо внуків. «Двоє моїх внуків — Олесь та Володимир, — розповідала в одному з інтерв'ю, — успадкували мою любов до народного мистецтва». Була постійною учасницею мистецьких заходів, провела сотні авторських виставок не лише на Львівщині, а й по всій Україні. Про одну зі своїх виставок згадувала так: 
|  | «Запросили мене на два тижні на схід України. Проте виставка так зацікавила людей, що замість запланованих 14 днів, тривала аж 6 тижнів”. Харків’яни розмовляли зі мною з пошаною – українською». |

Померла О.Возниця 28 квітня 2015 року. У родинному гробівці на полі 6 Янівського цвинтаря ,  разом з нею спочиває її чоловік Володимир Возниця, відомий філолог — германіст та їхні родичі.

## Оцінка творчості
У Львові роботи Ольги Возниці виставляли у Музеї етнографії та художнього промислу, Музеї народної архітектури та побуту, Національному музеї. Вони залишились не тільки у Львові, а й у Києві, Луцьку, Москві. Свої вироби часто дарувала рідним та знайомим. Вишивані сорочки в подарунок від вишивальниці отримали й Віктор Ющенко з дружиною. 
За своє життя Ольга Возниця отримала безліч грамот і дипломів. Серед її нагород є золота (1983 р.) і бронзова медалі (1987 р.). У 1988 році Ользі Федорівні Возниці присвоєно звання «Заслужений майстер народної творчості України», а наступного року вишивальниця стає почесним членом Союзу українок, де її обирають головою етнографічної комісії. Зразки її кращих робіт увійшли в книгу «Вишивка мого краю» (2005 р.), а через рік світ побачила друга книга «Вишивка — моє життя». Ольга Федорівна мріяла видати третю книжку — про чоловічі вишивані сорочки. 

## Вшанування пам'яті
2014 року ходорівчани зробили подарунок — документальний фільм про її життя та творчість «Вишивка — моя доля». Над фільмом працювали керівник народної кіностудії «Луг» Богдан Бирич, поетеса, лікар Галина Охоцька. Ідея документальної стрічки про мисткиню належить міському голові Олегу Коцовському.

## Державні нагороди
- Заслужений майстер народної творчості України (1988)[1]

## Книги
- Вишивка мого краю (2005)
- Вишивка — моє життя (2006)

## Персональні виставки
- Львів (1982, 1995, 1997, 2001, 2005)
- Ходорів (1994, 1996, 2005)
- Луцьк (1998)
- Пустомити (Львів. обл., 2001)
- Київ (2002, 2004)
- Радехів (Львів. обл., 2002)
- Дубно (Рівнен. обл., 2005)
- Турка (Львів. обл., 2005)